# Itosu Ankō
Det här är en artikel om en person med japanskt personnamn; Itosu är familjenamnet.
Itosu Ankō (糸洲 安恒), född 1831 i byn Gubi i Shuri på ön Okinawa (då tillhörande Kungariket Ryukyu), död 11 mars 1915 (84 år) i Shuri. Han var en ryūkyūisk karatelärare som av många anses vara den moderna karatens fader. Titeln ges visserligen även ofta till Funakoshi Gichin såsom den som spred budskapet i Japan, men denne var Itosus elev.

## Ungdomstid
Itosu växte upp i Naha i Kungariket Ryūkyū. Han växte upp i ett strikt keimochi-hem (en familj med hög status) och utbildades i de kinesiska klassikerna och kalligrafi. Itosu började sina Tode (Okinawa MMA)-studier under Nagahama Chikudun Pechin. Hans studier av dessa tekniker ledde honom till Matsumura Sōkon. En del av Itosus utbildning var Makiwara slagträning. Itosu band en gång en lädersandal vid en stenmur i ett försök att ordna en bättre Makiwara. Efter flera slag föll stenen från väggen. Efter att ha flyttat sandalen flera gånger, hade han lyckats förstöra muren. 

## Karriär
Itosu kom att tjäna som sekreterare till den sista kungen av Ryukyuöarna till dess att Japan avskaffade den Okinawa-baserade infödda monarkin 1879. År 1901 var han initiativtagare till att få karate införd i Okinawas skolor. År 1905 fungerade Itosu som deltidsanställd lärare i To-te på Okinawas Första Junior Prefekturala High School. Det var här han utvecklade den systematiska metod att lära karatetekniker, som fortfarande praktiseras idag.  Han skapade och introducerade Pinan former (Heian på japanska) att lära sig stegvis för studenter, eftersom han kände att äldre former (kata på japanska) var för svåra för skolbarn att lära sig. 

## Gärning
De fem Pinan formerna skapade Itosu genom att utnyttja två äldre former, Kūsankū och Chiang nan. Itosu tillskrivs också ha tagit fram den övergripande Dai Naihanchi formen (Tekki i Japan) och bryta ner den i de tre välkända moderna formerna Shodan, Nidan och Sandan. 
År 1908 skrev Itosu ned en samling rättesnören, den inflytelserika "Tio Föreskrifter (Tode Jukun) för Karate," som nådde bortom Okinawa till Japan. Itosus karatestil, Shōrin-ryū, kom att kallas Itosu-ryū, som ett erkännande av hans skicklighet, föredöme och roll som lärare för många. Även om Itosu inte själv uppfann karaten, så modifierade han de kator (former) som han lärde sig av sin mastersensei, Matsumura. Itosus studenter inbegrep Motobu Chōyū (1857–1927), Motobu Chōki (1870–1944), Kentsu Yabu (1866–1937), Chomo Hanashiro (1869–1945), Funakoshi Gichin (1868–1957), Yabiku Moden (1880–1941), Tōyama Kanken (1888–1966), Kyan Chōtoku  (1870–1945), Shinpan Gusukuma (1890–1954), Anbun Tokuda (1886–1945), Mabuni Kenwa (1887–1952) och Chōshin Chibana (1885–1969).